# Рене Гардьєн
Рене Гардьєн (фр. René Gardien, 10 лютого 1928, Шамбері — 1 лютого 2006, Віші) — французький футболіст, що грав на позиції нападника, зокрема за «Сошо» та національну збірну Франції.
Згодом — футбольний тренер.

## Клубна кар'єра
У дорослому футболі дебютував 1946 року виступами за команду «Шамбері», в якій провів один сезон. 
Своєю грою за цю команду привернув увагу представників тренерського штабу клубу «Сошо», до складу якого приєднався 1947 року. Відіграв за команду із Сошо наступні дванадцять сезонів своєї ігрової кар'єри. Більшість часу, проведеного у складі «Сошо», був основним гравцем атакувальної ланки команди та одним із її головних бомбардирів, маючи середню результативність на рівні 0,34 гола за гру першості.
Протягом 1959—1960 років захищав кольори «Лілля», а завершував ігрову кар'єру в «Безансоні», за який виступав протягом 1960—1962 років.

## Виступи за збірну
1953 року взяв участь у двох офіційних матчах за національну збірну Франції, забивши в них два голи.

## Тренерська кар'єра
Завершивши 1962 року ігрову кар'єру, перейшов на тренерську роботу, очоливши команду нижчолігового «Тьєра».
Згодом протягом 1969–1970 років був головним тренером «Гренобль», після чого протягом трьох років тренував «Лілль».
У 1974–1983 роках очолював тренерський штаб «Монлюсона», а останнім місцем тренерської роботи спеціаліста був «Клермон», з яким той працював протягом 1988–1990 років.
Помер 1 лютого 2006 року на 78-му році життя у Віші.
| Дата      | Місто     | Господарі | Результат | Гості   | Турнір           | Голи | Примітки |
| --------- | --------- | --------- | --------- | ------- | ---------------- | ---- | -------- |
| 14-5-1953 | Коломб    | Франція   | 6 – 1     | Уельс   | товариський матч | 2    |          |
| 11-6-1953 | Стокгольм | Швеція    | 1 – 0     | Франція | товариський матч | -    |          |
| Усього    |           | Матчів    | 2         |         | Голів            | 2    |          |